# C&I Holdings
株式会社C&I Holdings（シーアンドアイ ホールディングス）は、上場株式投資等を行っている日本の企業。

## 概要

### ベンチャー・リンク時代
1986年、経営情報の提供とフランチャイズ加盟店開発事業を行う会社・株式会社ベンチャー・リンクとして創業。後に自らフランチャイジーとして外食・小売り等のブランドを育成するなどして経営を拡大してきた。しかし、フランチャイズビジネスの不振からフランチャイズ加盟店から訴訟を起こされるなどの問題も抱えていた。
2009年には日本振興銀行と提携したものの、翌年に同行が経営破綻すると経営がさらに悪化。持株会社化の後、事業再編を進めたが、2012年3月に民事再生法の適用を申請した。負債総額は約52億6000万円。

### 新・村上ファンドとして
2012年の倒産後、村上世彰らが当社の経営を引き継ぎ、村上家の資産のみを運用するプライベートファンド運用会社に業態転換した。2013年にはゴルフ場経営会社のアコーディア・ゴルフの大口株主として、旧村上ファンド関係者が所属していたレノと共に名を連ねた。2015年6月には村上世彰の娘・村上絢が最高経営責任者に就任した。
2015年6月26日、黒田電気に対して村上世彰他3名の社外取締役選任を議案とする臨時株主総会招集請求を行った。同年8月21日、黒田電気による臨時株主総会にて取締役4名選任案が否決される。

## 沿革
- 1986年3月 - 株式会社ベンチャー・リンク設立。
- 1991年5月 - サンマルクと業務提携。
- 1995年3月 - 株式を店頭公開。
- 1995年12月 - ガリバーインターナショナルと業務提携。
- 1997年1月 - タスコシステムと業務提携。
- 1997年12月 - レインズインターナショナル（現・レックス・ホールディングス）と業務提携。
- 2001年3月 - 東京証券取引所1部上場。
- 2001年12月 - 株式会社プライム・リンクがNasdaq Japan（後のヘラクレス）に株式を上場。
- 2005年7月 - アイディーユー（現・日本アセットマーケティング）と業務提携。
- 2009年2月 - 日本振興銀行と業務提携。
- 2010年9月1日 - 持株会社体制に移行。社名を「株式会社C&I Holdings」に変更。ビジネスマッチング事業については、「株式会社ベンチャー・リンク」（2代目[6]、現・インクグロウ）に移管。
- 2011年10月3日 - 東京証券取引所、上場廃止。
- 2012年3月12日 - 東京地裁へ民事再生法の適用を申請し、同日保全命令を受けた。

## かつての関連会社
（2012年の倒産時点）
- 中小企業支援事業
  - 株式会社ベンチャー・リンク
  - ベンチャー・リンク信用保証株式会社
  - 株式会社トレーニング・カンパニー
  - 株式会社リンク・ソリューション
- 教育事業
  - 株式会社FCエデュケーション
- その他
  - 株式会社リンク・イノベーション
- 海外子会社
  - Venture Link International,Inc.